# Майкув-Фольварк
Майкув-Фольварк (пол. Majków-Folwark) — село в Польщі, у гміні Ґрабиця Пйотрковського повіту Лодзинського воєводства.
Населення — 163 особи (2011).
У 1975-1998 роках село належало до Пйотрковського воєводства.

## Демографія
Демографічна структура станом на 31 березня 2011 року:
|          | Загалом | Допрацездатний вік | Працездатний вік | Постпрацездатний вік |
| -------- | ------- | ------------------ | ---------------- | -------------------- |
| Чоловіки | 84      | 20                 | 55               | 9                    |
| Жінки    | 79      | 18                 | 47               | 14                   |
| Разом    | 163     | 38                 | 102              | 23                   |